# Гольдман, Люсьен
Люсье́н Гольдма́н (фр. Lucien Goldmann; 1913, Бухарест, Румыния — 1970, Париж, Франция) — французский философ и социолог, теоретик марксизма, основоположник генетического структурализма.

## Биография
Родился в румынской еврейской семье. Учился в университете Бухареста, а также один год в Венском университете, где на нeго большое влияние оказал один из теоретиков австромарксизма философ Макс Адлер. В 1934 году получил диплом Сорбонны. 
В том же году был исключен из подпольного коммунистического союза молодежи Румынии за «троцкизм». В 1942 году эмигрировал в Швейцарию, где работал ассистентом Жана Пиаже и приобщился к его исследованиям в генетической эпистемологии. В 1945 году переехал в Париж, где прожил до конца жизни. 
Являлся сотрудником Национального центра научных исследований, а также профессором Высшей школы социальных наук и Сорбонны. Занимал должность директора Практической школы высших исследований в 1959—1964 годах. Директор Центра социологии литературы с 1964 года. Этот научный центр был организован по его инициативе при Свободном университете в Брюсселе.
Биография Гольдмана послужила источником для романа французского писателя и философа Юлии Кристевой «Самураи» (1990).

## Научная деятельность
Гольдман испытал сильное влияние неомарксизма. Особенно важным для формирования мировоззрения философа оказало раннее творчество Георга Лукача. Также Гольдман испытал влияние и со стороны генетической психологии Жана Пиаже. Основные работы Гольдмана посвящены истории западноевропейской философии и её связям с культурными и социальными явлениями. По мнению  Роже Шартье, 
Для Гольдмана именно “великие” писатели и философы в своих основополагающих произведениях наиболее последовательно выражают сознание социальных групп, частью которых они являются. Именно они достигают “максимально возможной осознанности той социальной группы, характер которой они выражают”.
 Книга Гольдмана «Сокровенный бог» (1955) посвящена сравнительному анализу философских и религиозных взглядов Блеза Паскаля, янсенизма и Жана Расина.

## Статьи
- Sur la peinture de Chagall, réflexions d'un sociologue. Annales. Économies, Sociétés, Civilisations. Année 1960. Volume 15. Numéro 4
- Pour une approche marxiste des études sur le marxisme. Annales. Économies, Sociétés, Civilisations. Année 1963. Volume 18. Numéro 1
- La pensée des «Lumières». Annales. Économies, Sociétés, Civilisations. Année 1967. Volume 22. Numéro 4

## Гольдман в России
На русский язык книги Гольдмана начали переводиться только с начала 2000-х годов. Переведены две крупные работы философа.
- Сокровенный Бог. М.: «Логос», 2001. ISBN 5-8163-0019-9
- Лукач и Хайдеггер. СПБ.: «Владимир Даль», 2009. ISBN 978-5-93615-094-4